# Mieczysław Bomba
Mieczysław Bomba (ur. 1 stycznia 1906 w Budziwoju, zm. 9 czerwca 2008) – polski nauczyciel, działacz ludowy.

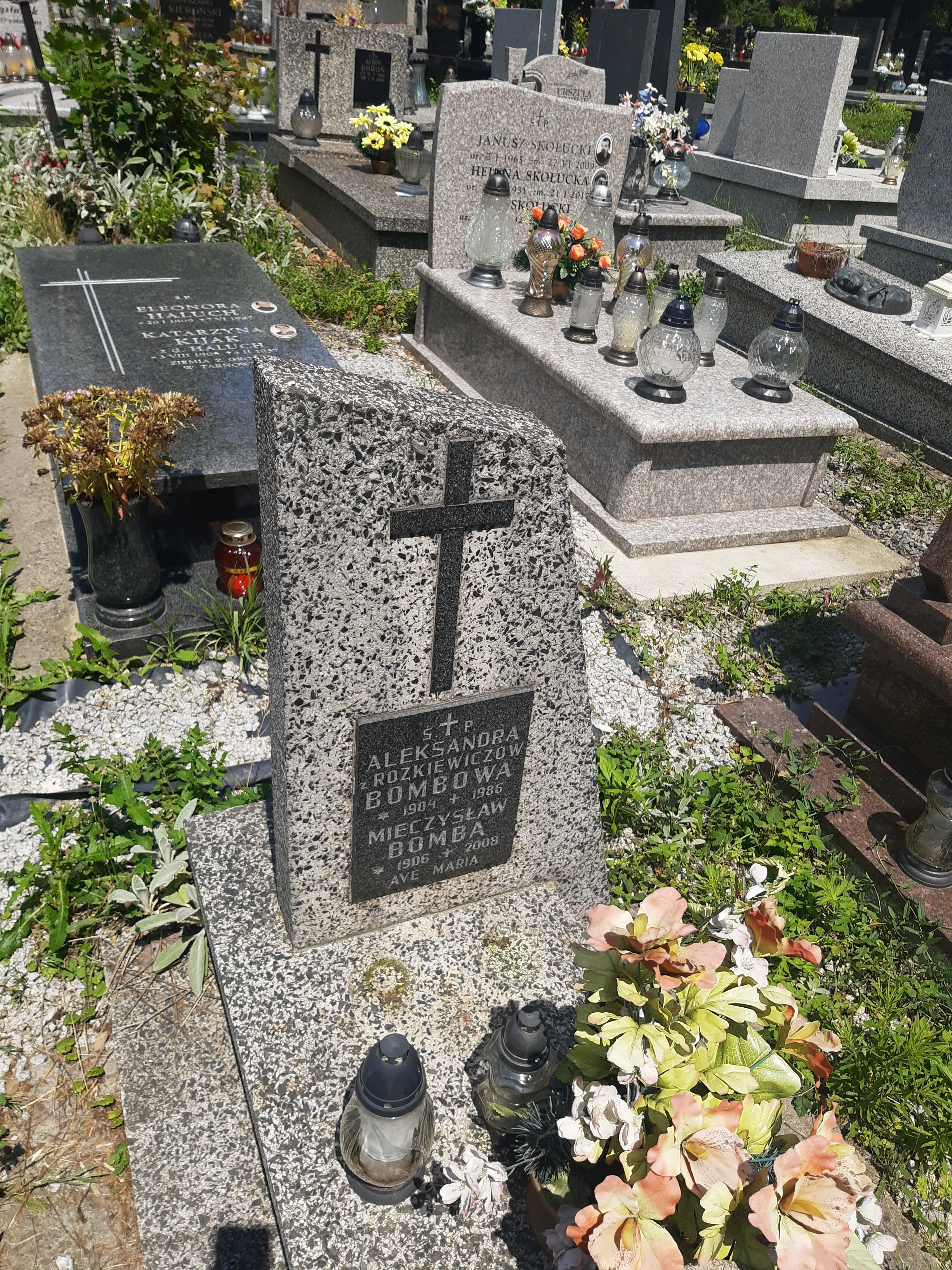
Grób Mieczysława Bomby

## Życiorys
Był synem Marii i Antoniego Bomby (1868–1952, działacz chłopski), bratem Zbigniewa, Władysława (1899–1982, kapitan Wojska Polskiego), Kazimierza, Stanisława, Jana.
Ukończył studia w zakresie historii starożytnej na Wydziale Humanistycznym Uniwersytetu Jana Kazimierza we Lwowie. Będąc słuchaczem uniwersyteckim w 1925 założył koło Niezależnej Partii Chłopskiej w Budziwoju. Był wśród czołowych rzeszowskich działaczy Stowarzyszenia Wolnomyślicieli Polskich (rozwiązanego przez władze w 1928) i Stowarzyszenia Esperantystów, poprzez które komuniści docierali do rzemieślników i drobnomieszczaństwa. Później z ramienia Komitetu Centralnego Komunistycznej Partii Polski zajmował się opieką nad rzeszowskimi kołami utworzonej w 1928 partii Zjednoczenie Lewicy Chłopskiej „Samopomoc”. Pracował jako nauczyciel na obszarze Kresów i Kujaw. Był w gronie nauczycieli-aktywistów ZNP, których przeniesiono na niżej sytuowane posady w związku z działalnością związkową.
Podczas okupacji niemieckiej w 1943 został aresztowany przez Gestapo, był przetrzymywany w obozach w Pustkowie, Auschwitz-Birkenau i Sachsenhausen, a w 1945 odzyskał wolność. W Pustkowie działał wraz z Ludwikiem Szenbornem i Józefem Tkaczowem w zorganizowanej przez KPP grupie ruchu oporu, która usiłowała ratować więźniów poprzez wywieranie wpływu na funkcjonariuszy obozowych. Od 18 października 1948 do 30 kwietnia 1950 pełnił funkcję starszego lektora w Sekcji II Wydziału Szkolenia Wojewódzkiego Urzędu Bezpieczeństwa Publicznego w Rzeszowie. Posługiwał się także tożsamością Mieczysław Budziwojski. Uchwałą Rady Państwa z 14 grudnia 1955 został odznaczony Złotym Krzyżem Zasługi za zasługi w pracy społecznej i zawodowej w grupie uhonorowanych działaczy i pracowników rad narodowych z terenu województwa rzeszowskiego.
Po wojnie zamieszkał w Krakowie. Zmarł 9 czerwca 2008 w wieku 102 lat. Został pochowany na cmentarzu Batowickim w Krakowie (kwatera E-XLVIII-7-10).

## Publikacje
- Kształtowanie się władzy ludowej na Rzeszowszczyźnie. Tom I (1965, Komitet Wojewódzki PZPR w Rzeszowie; współautor)[11]
- Kształtowanie się władzy ludowej na Rzeszowszczyźnie. Tom II (1966, Komitet Wojewódzki PZPR w Rzeszowie; współautor)[12]